# إي. بروس هايلمان
إي. بروس هايلمان (بالإنجليزية: E. Bruce Heilman)‏ هو عسكري أمريكي، ولد في 16 يوليو 1926، وتوفي في 20 أكتوبر 2019.